# Roberto Quintanilla
Roberto Quintanilla Pereira (1928-Hamburgo, 1 de abril de 1971) fue un oficial de inteligencia boliviano. Fue jefe de inteligencia del Ministerio del Interior del presidente René Barrientos Ortuño y en ese papel participó en la captura y ejecución del Che Guevara en 1967. En 1969, fue responsable de la tortura y muerte del líder del Ejército de Liberación Nacional (ELN), Guido Álvaro Peredo Leigue. Nombrado cónsul general en Hamburgo, fue asesinado allí por Monika Ertl.

## Biografía

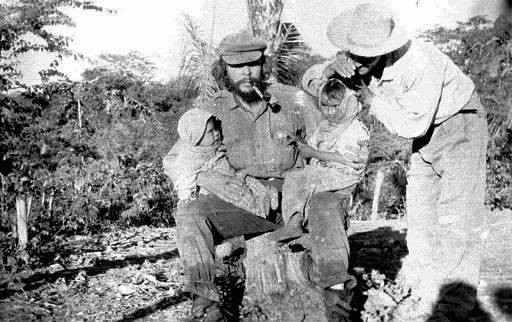
Guevara en Bolivia, en 1967.

Nacido en 1928, llegó a ser jefe de inteligencia en el Ministerio del Interior durante el gobierno del presidente boliviano René Barrientos Ortuño. Estuvo vinculado a la Agencia Central de Inteligencia estadounidense y estudió en la Escuela de las Américas, administrada por Estados Unidos, en Panamá.
Jugó un papel en la operación que condujo a la captura y ejecución en 1967 del guerrillero marxista Che Guevara. Fue él quien ordenó la extracción de las manos de Guevara para tomarle huellas dactilares y la confección de una máscara mortuoria de su rostro en yeso. Por su papel en la operación, fue ascendido a teniente coronel. En 1969 fue responsable de la tortura y ejecución del líder del Ejército de Liberación Nacional (ELN), Guido Álvaro Peredo Leigue. Ese mismo año, medios de comunicación de la época lo vincularon con la muerte del presidente Barrientos en un accidente de helicóptero.

## Asesinato

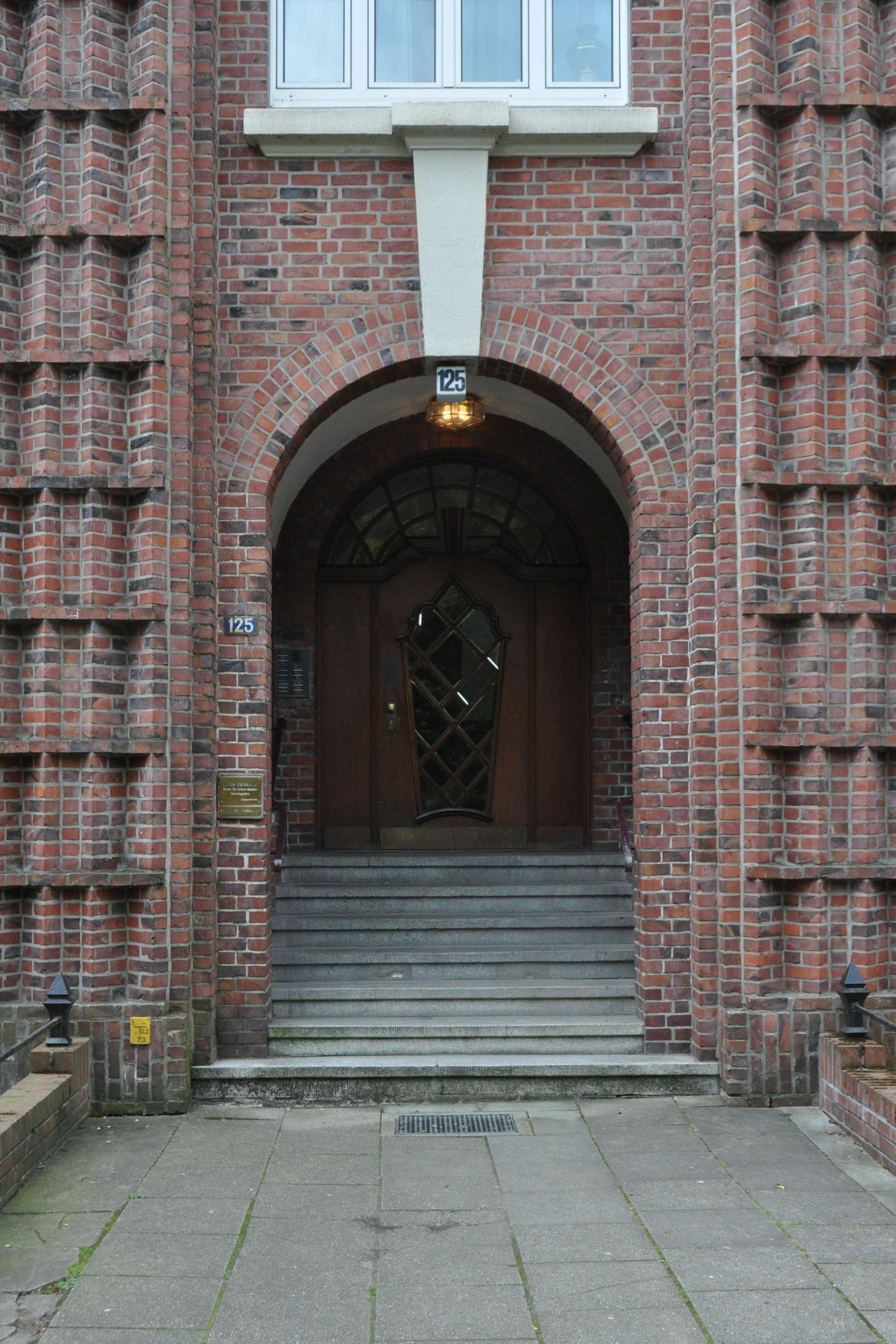
Entrada al 125 de Heilwigstrasse.

Posteriormente fue nombrado cónsul general de Bolivia en Hamburgo, Alemania. El 1 de abril de 1971, había terminado su período de mandato pero permaneció en el consulado en el 125 de Heilwigstrasse para entregar el cargo a su sucesor, antes de regresar a Bolivia. Más tarde ese mismo día, la agente del ELN Monika Ertl ingresó al consulado, haciéndose pasar por una folclorista australiana que buscaba una visa para viajar a Bolivia. Quintanilla ingresó a Ertl en su oficina, y tras enviar a su traductor a buscar algunos folletos turísticos, Ertl sacó un revólver Colt Cobra .38 y le disparó tres veces en el pecho. Después de un breve altercado con la esposa de Quintanilla, Ertl escapó; Quintanilla murió poco después.
El ELN se atribuyó el asesinato y lo calificó como una venganza por la muerte de Peredo. En ese momento, los medios de comunicación pusieron en duda esta afirmación, pues se consideraba que el ELN era relativamente ineficaz. El arma utilizada en el asesinato había sido comprada ilegalmente por Giangiacomo Feltrinelli en Milán unos años antes. El exnazi y colaborador de la dictadura boliviana Klaus Barbie dispuso la repatriación de sus restos y la entrega de sus cenizas a su esposa. Barbie era un antiguo compañero del padre de Ertl, Hans Ertl, y la había visitado en Bolivia. Monika Ertl estaba planeando secuestrar a Barbie cuando fue asesinada por la policía boliviana en 1973. Se ha descrito a Quintanilla como víctima de la «maldición del Che», una serie de muertes y otras consecuencias negativas que se dice recayeron sobre aquellos implicados en su captura y ejecución.